# Rhaphuma improvisa
Rhaphuma improvisa är en skalbaggsart som beskrevs av Holzschuh 1991. Rhaphuma improvisa ingår i släktet Rhaphuma och familjen långhorningar. Inga underarter finns listade i Catalogue of Life.